# 355 هـ
355 هـ هي سنة في التقويم الهجري امتدت مقابلةً في التقويم الميلادي بين سنتي 966 و966.

## مواليد
- الشريف المرتضى
- أبو القاسم الأزهري
- مكي بن أبي طالب

## وفيات
- ابن شعبان
- المنذر بن سعيد البلوطي
- علي بن محمد بن طغج الإخشيد